# Linea Globale delle Acque Meteoriche
La Linea Globale delle Acque Meteoriche (LGAM), meglio conosciuta con l'acronimo inglese GMWL (Global Meteoric Water Line), è un'equazione definita dal geochimico Harmon Craig
 
che descrive il rapporto fra Deuterio ed Ossigeno 18 nelle acque terrestri naturali come una media globale.
{\displaystyle \delta D=8.0\times \delta ^{18}O+10\ permille}
Una LGAM può essere calcolata per una certa area ed usata come riferimento per l'area stessa.
Il diverso frazionamento cinetico legato alle varie condizioni locali farà variare il rapporto isotopico D/18O a seconda del luogo.
È un'equazione largamente usata in Idrologia, Climatologia, Paleoclimatologia e ambiti affini.
L'osservazione originale di Craig fu "l'arricchimento isotopico relativo all'acqua marina (l'oceano è preso come standard), presenta una correlazione lineare per le acque che non hanno subito un'evaporazione eccessiva".